# Felton (Herefordshire)
Pour les articles homonymes, voir Felton.
Felton est une paroisse civile et un village du Herefordshire, en Angleterre.